# فلیچه دی سکو
فلیچه دی سکو (انگلیسی: Felice Di Cecco؛ زادهٔ ۲۷ ژوئن ۱۹۹۴) بازیکن فوتبال است.
از باشگاه‌هایی که در آن بازی کرده‌است می‌توان به باشگاه فوتبال برشا، باشگاه فوتبال دلفینو پسکارا، و باشگاه فوتبال چزنا اشاره کرد.